# Palpitacja
Palpitacja, kołatanie serca – objaw podmiotowy polegający na nieprzyjemnym odczuciu silnej, przyspieszonej lub nieprawidłowej akcji serca. Chociaż jest objawem chorobowym, może występować także u osób zdrowych. Jest jednym z najczęstszych powodów zgłaszania się pacjentów do kardiologa. Kołatanie serca rzadko jest objawem groźnej choroby.

## Przyczyny
Niektóre przyczyny palpitacji to:
- ze strony serca (najczęściej[5][6]):
  - arytmie[2][7][8]
  - wady serca
  - niewydolność serca
  - choroba niedokrwienna serca
- zaburzenia metaboliczne:
  - nadczynność tarczycy
  - menopauza
  - zaburzenia gospodarki elektrolitowej
  - guz chromochłonny[9]
- substancje chemiczne[5]:
  - etanol
  - narkotyki (nikotyna, amfetamina i kokaina)
  - azotany
  - leki (adrenalina, β-blokery, glikozydy nasercowe)
- choroby psychiczne[8] (zaburzenia hipochondryczne, depresyjne i nerwicowe, napad paniki; druga pod względem częstości przyczyna[6])
- inne (gorączka, ciąża[10], migrena, stres, hiperwentylacja[5], astma oskrzelowa[5], niedokrwistość[8]).